# Psychrophrynella chirihampatu
Espèce
Psychrophrynella chirihampatu est une espèce d'amphibiens de la famille des Craugastoridae.

## Répartition
Cette espèce est endémique de la province de Paucartambo dans la région de Cuzco au Pérou. Elle se rencontre entre 2 550 et 3 180 m d'altitude dans la vallée de Japumato.

## Description
Les mâles mesurent de 16,1 à 21,7 mm et les femelles de 23,9 à 25,8 mm.

## Publication originale
- Catenazzi & Ttito, 2016 : A new species of Psychrophrynella (Amphibia, Anura, Craugastoridae) from the humid montane forests of Cusco, eastern slopes of the Peruvian Andes. PeerJ, no e1807, p. 1–23 (texte intégral).